# Nick Ingman
Nicholas Ingman (Londen, 29 april 1948) is een Britse arrangeur, componist en orkestleider op het gebied van commerciële muziek. Zijn medewerkers zijn onder meer Paul McCartney, Mick Jagger, Björk en de Britse X-factor.

## Biografie
Ingman, geboren en opgeleid in Londen, verhuisde op 17-jarige leeftijd naar de Verenigde Staten om te studeren aan het Berklee College of Music en het New England Conservatory, beide in Boston. Na zijn terugkeer in Londen volgde hij een postdoctorale opleiding aan de Guildhall School of Music and Drama. Zijn eerste baan was als assistent-arrangeur bij producent Norrie Paramor. Terwijl hij daar was, werkte hij met Cliff Richard, The Shadows, Sacha Distel en anderen. Gedurende deze tijd componeerde hij veel muzieknummers uit de bibliotheek en het themalied van de BBC tv-serie Keeping Up Appearances. In 1974 produceerde en arrangeerde Ingman de zes nummers op de shortlist voor de Britse inzending voor het Eurovisiesongfestival, uitgevoerd door Olivia Newton John. Hij dirigeerde het orkest voor het nummer Long Live Love, dat door kijkers was gekozen tijdens de wedstrijd in Brighton, waar het als vierde eindigde. Ingman ging halverwege de jaren 1970 freelancen en werkte consequent samen met artiesten als Diana Ross, Enrique Iglesias, The Pet Shop Boys, Queen en Tina Turner. Hij was ook in dienst van een groot aantal Amerikaanse radiostations om gemakkelijk te luisteren nummers voor hun netwerken te leveren, met meer dan 300 nummers per jaar. In de jaren 1980 en 1990 zette Ingman zijn werk voort met grote acts als Radiohead, Oasis, Annie Lennox, Björk, David Bowie, Elton John en Eric Clapton, en Atticus Ross, met wie hij door de Verenigde Staten toerde.
Gedurende deze tijd werkte Ingman regelmatig met het London Symphony Orchestra en het Royal Philharmonic Orchestra. In 1987 werd Ingman uitgenodigd door de Royal Academy of Music om de Commercial Music Course te creëren, de eerste in het land, die hij meer dan tien jaar leidde. Ingman ontving in 2001 Hon RAM en Hon LCM van het London College of Music, waar hij gasthoogleraar was. Zijn filmwerk als orkestrator en dirigent omvat de films als Shakespeare in Love, Billy Elliot, Nowhere Boy en The Passion of the Christ. Hij dirigeerde de oorspronkelijke opname van de Oscarwinnende soundtrack van Jan A.P. Kaczmarek voor Finding Neverland. Ingmans werk als arrangeur was goed voor 14 #1 singles en vijf dubbele platina albums in het Verenigd Koninkrijk. Hij is driemaal genomineerd voor een Grammy Award voor zijn werk met Eric Clapton, Sade Adu en een opname van West Side Story met het Royal Liverpool Philharmonic Orchestra. Er is bewijs op discog dat aangeeft dat Nick Ingman ook betrokken was bij het album Moody uit 1973, een set instrumentale covers van toen populaire nummers zoals While My Guitar Gently Weeps en You Are the Sunshine of My Life, uitgebracht onder de naam The Gentle Rain (ook bekend als Gentle Rain). Dit album is ook zwaar gesampled door artiesten als Dr Octagon (in zijn baanbrekende publicatie Dr. Octagonecologyst uit 1996).
- Bibliothèque nationale de France: cb14038068w (data)
- Gemeinsame Normdatei: 134414306
- International Standard Name Identifier: 0000 0003 8519 7836
- Library of Congress Control Number: no97045616
- MusicBrainz: df9b7825-454b-42cf-b571-04fb5f27c541
- Nationale Bibliotheek van Tsjechië: xx0193363
- Nationale Bibliotheek van Israël: 987007347350805171
- Nederlandse Thesaurus van Auteursnamen: 069914842
- Système universitaire de documentation: 078076897
- Museum of New Zealand Te Papa Tongarewa: 18719
- Virtual International Authority File: 79173638
- WorldCat: E39PBJkHq3YBBPPTGpBqpdWCcP